# Platyrinchus
Platyrinchus – rodzaj ptaków z rodziny szerokodziobków (Platyrinchidae).

## Występowanie
Rodzina obejmuje gatunki występujące w Ameryce Południowej i Centralnej oraz w południowym Meksyku.

## Morfologia
Długość ciała 8,5–12,5 cm; masa ciała 7,5–17 g.

## Systematyka

### Etymologia
- Platyrinchus: epitet gatunkowy Todus platyrhynchos J.F. Gmelin, 1788; gr. πλατυρρυγχος platurrhunkhos „szerokodzioby”, od πλατυς platus „szeroki”; ῥυγχος rhunkhos „dziób”[8].
- Platorincus: gr. πλατυρρυγχος platurrhunkhos „szerokodzioby”, od πλατυς platus „szeroki”; ῥυγχος rhunkhos „dziób”[9]. Nomen nudum.
- Placostomus: gr. πλαξ plax, πλακος plakos „płaska powierzchnia”; στομα stoma, στοματος stomatos „usta”[10]. Gatunek typowy: Platyrhynchus superciliaris[a] Lawrence, 1863.
- Platytriccus: gr. πλατυς platus „szeroki”; τρικκος trikkos „niezidentyfikowany mały ptak”; w ornitologii triccus oznacza ptaka z rodziny tyrankowatych[11]. Gatunek typowy: Platyrhynchus cancrominus P.L. Sclater & Salvin, 1860.

### Podział systematyczny
Takson w niektórych ujęciach systematycznych umieszczany jest w rodzinie tyrankowatych. Do rodzaju należą następujące gatunki:
- Platyrinchus coronatus P.L. Sclater, 1858 – szerokodziobek złotogłowy
- Platyrinchus platyrhynchos (J.F. Gmelin, 1788) – szerokodziobek białogłowy
- Platyrinchus flavigularis P.L. Sclater, 1862 – szerokodziobek żółtobrzuchy
- Platyrinchus leucoryphus zu Wied, 1831 – szerokodziobek rdzawoskrzydły
- Platyrinchus cancrominus P.L. Sclater & Salvin, 1860 – szerokodziobek północny
- Platyrinchus saturatus Salvin & Godman, 1882 – szerokodziobek rdzawogłowy
- Platyrinchus mystaceus Vieillot, 1818 – szerokodziobek żółtogłowy